# Saison 2012-2013 du Málaga CF
Maillots
Dernière mise à jour : 13 décembre 2012.
Chronologie
Saison précédente Saison suivante
La saison 2012-2013 du Málaga CF est la 5e saison consécutive du club en Liga BBVA. Elle fait suite à la saison 2011-2012 qui a vu Málaga terminer à la 4e place du championnat, place qualificative pour la Ligue des champions. La première dans l'histoire du club.
Lors de la saison 2012-2013, le Málaga CF est engagé dans trois compétitions officielles : Championnat d'Espagne, Coupe d'Espagne et Ligue des champions.

## Avant-saison

### Matchs amicaux
Avant son premier match officiel en Liga BBVA prévue le 18 août, Málaga a prévu sept matchs amicaux. Le bilan est de trois victoires, deux nul et deux défaites avec un total de treize buts marqués.
| Date       | Adversaire  | Score | Buteurs                                      |
| ---------- | ----------- | ----- | -------------------------------------------- |
| 17/07/2012 | UD Horadada | 2-4   | Seba 11e, Toulalan 25e, Rondón 37e, Duda 41e |
| 21/07/2012 | Xerez       | 2-0   |                                              |
| 28/07/2012 | Zamora CF   | 3-0   | Buonanotte 50e 64e, Jiménez 73e              |
| 29/07/2012 | Caracas FC  | 2-2   | Rondón 13e, Weligton 41e                     |
| 04/08/2012 | Juventus    | 2-0   |                                              |
| 07/08/2012 | Olympiakos  | 3-3   | Papazoglou 3e (csc), Eliseu 81e, Seba 90e    |
| 11/08/2012 | Everton     | 1-0   | Weligton 74e                                 |

### Transferts

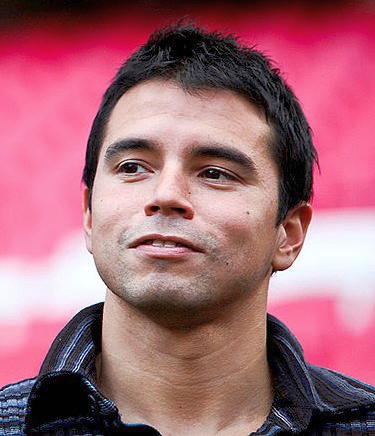
Javier Saviola s'engage avec Málaga lors de la période estivale

Avec sa brillante 4e place qui qualifie Málaga pour le tour préliminaire de la Ligue des champions, le club andalou va chercher à se renforcer pour ce mercato estival. Des joueurs comme Antonio Cassano et Robinho, Alessandro Del Piero, Olivier Giroud ou encore Álvaro Negredo sont annoncés avec insistance au club.
Le 10 juillet 2012, Edinho est prêté une nouvelle fois une année à l'Academica Coimbra.
Le 19 juillet 2012, le gardien Iván Rubén est prêté au Rayo Vallecano.
Le 26 juillet 2012, Hélder Rosário qui est en fin de contrat avec le club, s'engage à Ponferradina.
Les problèmes financiers voient le club laisser libre certains joueurs comme : Enzo Maresca et Joris Mathijsen à Feyenoord.
Le 2 août 2012, Santi Cazorla champion d'Europe avec l'Espagne, quitte le club pour rejoindre Arsenal.
Le 3 août 2012, Apoño s'engage avec le Real Saragosse.
Le 5 août 2012, le vénézuélien Salomón Rondón quitte le club pour rejoindre le club russe du Rubin Kazan.
Le 18 août 2012, Javier Malagueño résilie son contrat avec le club.
Le 31 août 2012, Javier Saviola qui a été laissé libre par le Benfica, s'engage pour une année. Le chilien Manuel Iturra, quant à lui libéré par le Real Murcia, s'engage pour une année également.
Le 1er septembre 2012, Oguchi Onyewu et Roque Santa Cruz sont prêtés au club respectivement par le Sporting Portugal et Manchester City.
| Nom                 | Nationalité | Forme                 | Provenance/Destination | Division        |
| Arrivées            |             |                       |                        |                 |
| Xavi Torres         | Espagne     | Retour de prêt        | Levante UD             | Liga            |
| Apoño               | Espagne     | Retour de prêt        | Real Saragosse         | Liga            |
| Edinho              | Portugal    | Retour de prêt        | Academica Coimbra      | Liga ZON Sagres |
| Manuel Iturra       | Chili       | Transfert (Gratuit)   | UD Leira               | Liga ZON Sagres |
| Javier Saviola      | Argentine   | Transfert (Gratuit)   | Benfica                | Liga ZON Sagres |
| Roque Santa Cruz    | Paraguay    | Prêt                  | Manchester City        | Premier league  |
| Oguchi Onyewu       | États-Unis  | Prêt                  | Sporting Portugal      | Liga ZON Sagres |
| Départs             |             |                       |                        |                 |
| Ruud van Nistelrooy | Pays-Bas    | Retraite              | -                      | -               |
| Hélder Rosário      | Portugal    | Fin de contrat        | -                      | -               |
| Javi López          | Espagne     | Fin de contrat        | -                      | -               |
| Edinho              | Portugal    | Prêt                  | Academica Coimbra      | Liga ZON Sagres |
| Sandro Silva        | Brésil      | Prêt                  | Cruzeiro EC            | Série A         |
| Iván López          | Espagne     | Contrat résilié       | -                      | -               |
| Iván Rubén          | Espagne     | Prêt                  | Rayo Vallecano         | Liga            |
| Xavi Torres         | Espagne     | Transfert (400 000 €) | Getafe                 | Liga            |
| Apoño               | Espagne     | Transfert (1 M€)      | Real Saragosse         | Liga            |
| Salomón Rondón      | Venezuela   | Transfert (10 M€)     | Rubin Kazan            | Première ligue  |
| Santi Cazorla       | Espagne     | Transfert (19 M€)     | Arsenal                | Premier league  |
| Joris Mathijsen     | Pays-Bas    | Transfert (Gratuit)   | Feyenoord              | Eredivisie      |
| Javier Malagueño    | Argentine   | Contrat résilié       | -                      | -               |
| Enzo Maresca        | Italie      | Transfert (2 M€)      | Sampdoria              | Série A         |

## Compétitions

### Championnat
La saison 2012-2013 de la Liga BBVA est la 82e édition de la première division espagnole.
Les vingt clubs participants au championnat seront confrontés à deux reprises aux dix-neuf autres. La compétition débute le 18 août 2012 et se termine le 1er juin 2013.
Les meilleurs de ce championnat se qualifient pour les coupes d'Europe que sont la Ligue des Champions et la Ligue Europa. Málaga participe à cette compétition pour la cinquième fois consécutive depuis la saison 2008-2009.
Comme chaque saison, Le Real Madrid et le FC Barcelone font office de grand favoris pour le titre. Le Valence CF et L'Atlético Madrid sont quant à eux avec Málaga, après sa 4e place obtenue la saison précédente, outsider.
Les relégués de la saison précédente, Villarreal, Sporting Gijón et le Racing Santander, sont remplacés par le Deportivo La Corogne, champion de Liga Adelante, le Celta Vigo, et le Real Valladolid.

#### Août: Journées 1 à 2
Le premier match de la saison se solde par une victoire contre le Celta Vigo sur le score d'un but à zéro dans un match dominé équilibré, Fabrice Olinga donne l'avantage aux siens à la 84e minute grâce à une passe de l'argentin Diego Buonanotte. Ce qui fait du jeune camerounais le buteur le plus jeune de l'histoire de la Liga.
À domicile au match suivant, Málaga n'a pu faire mieux qu'un but partout contre Majorque. Tömer Hemed a ouvert le score de la tête pour Les Majorquins avant que Juanmi Jiménez égalise pour le club andalou, la passe décisive est à mettre au profit de Francisco Portillo. Ce match est marqué par l'expulsion d'Eliseu en toute fin de match.
| Date       | J.  | Adversaire    | Lieu                      | Score | Buteurs     |
| ---------- | --- | ------------- | ------------------------- | ----- | ----------- |
| 18/08/2012 | 1re | Celta de Vigo | Stade Balaídos, Vigo      | 0-1   | Olinga 84e  |
| 25/08/2012 | 2e  | RCD Majorque  | Stade La Rosaleda, Malaga | 1-1   | Jiménez 76e |

#### Septembre: Journées 3 à 6
3 jours après la qualification de Málaga en match de barrage de Ligue des champions, les joueurs de Pellegrini se déplacent à Saragosse. Et c'est sur le plus petit des scores que le club va s'imposer, avec un but signé Ignacio Camacho sur une passe d'Eliseu.
La journée qui suit voie le club battre Levante trois buts à un. Avec un Javier Saviola des grands soirs (un but à la 27e minute grâce à une passe d'Isco et une passe décisive pour Joaquin qui marque à l'heure de jeu). Portillo va sceller la victoire du club à la 93e minute.
Málaga va marquer un petit coup d'arrêt après le match nul et vierge à Bilbao, mais va renouer avec la victoire six jours plus tard après une écrasante victoire face au Betis Séville quatre buts à zéro. Les buteurs sont Joaquin à la 13e minute sur penalty, Javier Saviola à la 28e minute (assisté de Portillo), Amaya qui marque contre son camp à la 72e minute et Isco deux minutes plus tard (assisté par le nouvel arrivant Santa Cruz).
| Date       | J. | Adversaire      | Lieu                      | Score | Buteurs                                          |
| ---------- | -- | --------------- | ------------------------- | ----- | ------------------------------------------------ |
| 1/09/2012  | 3e | Real Saragosse  | La Romareda, Saragosse    | 0-1   | Camacho 56e                                      |
| 15/09/2012 | 4e | Levante         | Stade La Rosaleda, Malaga | 3-1   | Saviola 27e Joaquin 58e Portillo 90+3e           |
| 23/09/2012 | 5e | Athletic Bilbao | Stade San Mamés, Bilbao   | 0-0   |                                                  |
| 29/09/2012 | 6e | Betis Séville   | Stade La Rosaleda, Malaga | 4-0   | Joaquin 13e Saviola 28e Amaya 72e (csc) Isco 74e |

#### Octobre: Journées 7 à 9
Les andalous vont connaître leur premier revers sur la pelouse de l'Atlético Madrid. À peine cinq minutes de jeu que le génie colombien Falcao va ouvrir le score pour les Indios de Madrid. Dix minutes avant la pause, Roque Santa Cruz va égaliser pour Málaga. Enfin, à quelques secondes de la fin, Falcao encore lui va donner la victoire à ses coéquipiers. Málaga reste 3e derrière son adversaire du jour.
Après cette défaite, les andalous vont retrouver le sourire la semaine suivante face à Valladolid. Malgré l'ouverture du score des visiteurs, les locaux vont renverser la vapeur grâce à des buts signés Isco et Joaquin les joueurs en forme du moment.
La journée qui suit se solde par un match nul et vierge face au club barcelonais de l'espanyol.
| Date       | J. | Adversaire      | Lieu                           | Score | Buteurs              |
| ---------- | -- | --------------- | ------------------------------ | ----- | -------------------- |
| 07/10/2012 | 7e | Atlético Madrid | Stade Vicente Calderón, Madrid | 2-1   | Santa Cruz 36e       |
| 20/10/2012 | 8e | Real Valladolid | Stade La Rosaleda, Malaga      | 2-1   | Isco 37e Joaquin 87e |
| 27/10/2012 | 9e | Espanyol        | Estadi RCDE, Barcelone         | 0-0   |                      |

#### Novembre: Journées 10 à 13
Le mois de novembre va être très compliqué pour les Boquerones, après huit mois d'invincibilité à domicile, le club va chuter deux fois en une semaine au Stade La Rosaleda. Vallecano et la Real Sociedad, des clubs jugés pourtant à la portée du club, s'imposent sur le score de deux buts à un.
Les andalous vont ensuite faire match nul zéro partout sur le terrain d'Osasuna. Mais la semaine suivante, les coéquipiers de Jesus Gámez vont se ressaisir et écraser le FC Valence quatre buts à zéro. Málaga met alors fin à six matchs consécutifs sans victoires toute compétitions confondues. 
| Date       | J.  | Adversaire     | Lieu                        | Score | Buteurs                                           |
| ---------- | --- | -------------- | --------------------------- | ----- | ------------------------------------------------- |
| 03/11/2012 | 10e | Rayo Vallecano | Stade La Rosaleda, Malaga   | 1-2   | Demichelis 49e                                    |
| 10/11/2012 | 11e | Real Sociedad  | Stade La Rosaleda, Malaga   | 1-2   | Saviola 37e                                       |
| 17/11/2012 | 12e | Osasuna        | Reyno de Navarra, Pampelune | 0-0   |                                                   |
| 24/11/2012 | 13e | Valence        | Stade La Rosaleda, Malaga   | 4-0   | Portillo 7e Saviola 74e Santa Cruz 81e Isco 90+2e |

#### Décembre: Journées 14 à 17

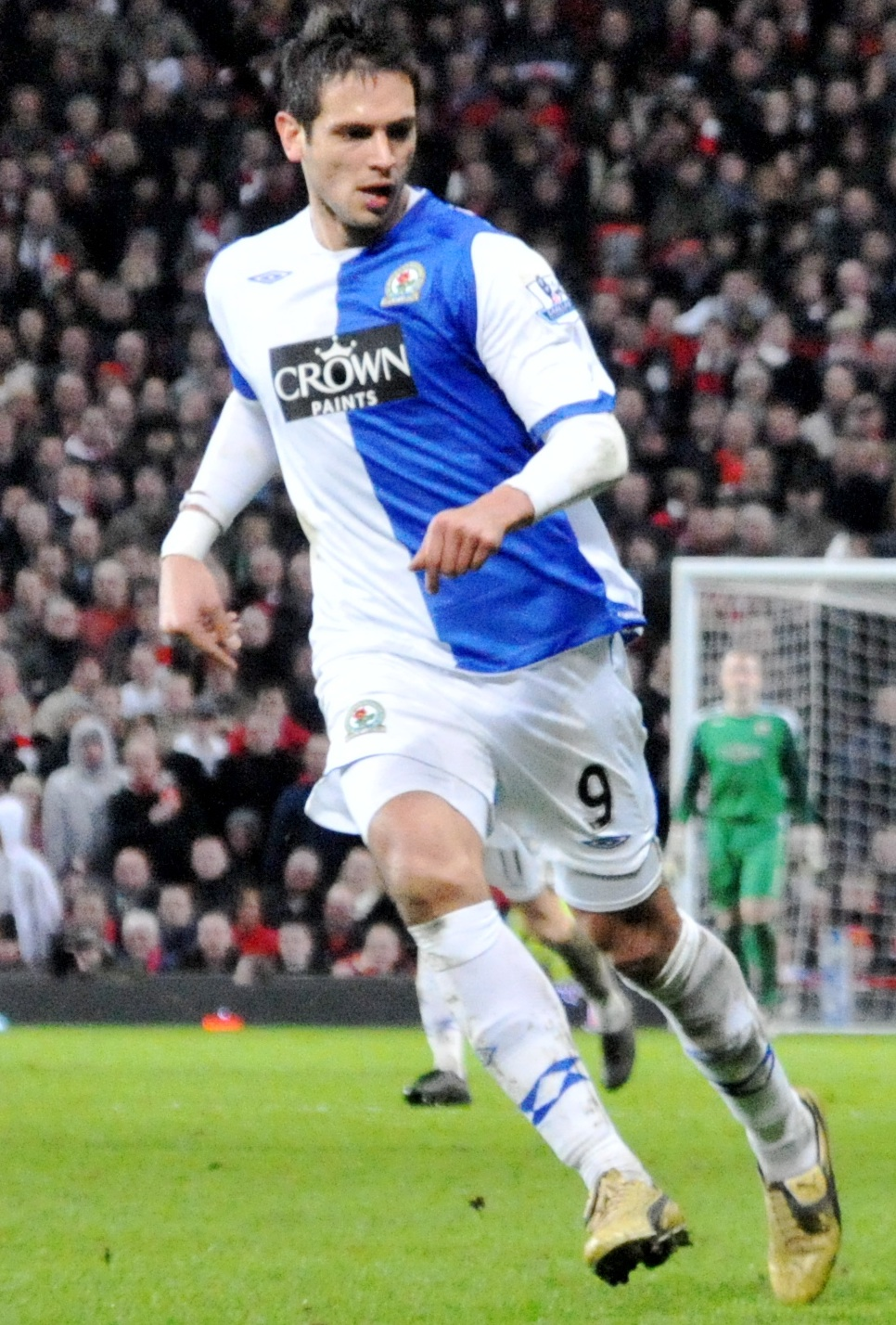
Roque Santa Cruz va inscrire un doublé face au Real Madrid.

Malgré la victoire étincelante face à Valence, le club va chuter pour la quatrième fois de la saison, la troisième fois en cinq matchs face à Getafe. Les Andalous ont manqué l'occasion de revenir à un point du Real Madrid, troisième.
Pour le compte de la 15e journée de championnat, Málaga va remporter facilement les trois points en inscrivant quatre nouveaux buts à domicile face à une équipe de Grenade totalement impuissante.
Le 15 décembre, le club se déplace à Séville afin de confirmer la victoire à domicile. Après un corner botté par Joaquin, Martin Demichelis va tromper le portier adverse de la tête. Eliseu va ensuite doubler la mise sur pénalty tiré à contre pied.
Pour son dernier match de l'année, Málaga reçoit le champion en titre, le Real Madrid. Les andalous performant ces derniers matchs, vont enchaîner une troisième victoire consécutive en battant les madrilènes 3-2. À noter que l’entraîneur du Real, José Mourinho, a écarté le portier international espagnole Casillas pour ce match.
| Date       | J.  | Adversaire  | Lieu                           | Score | Buteurs                                            |
| ---------- | --- | ----------- | ------------------------------ | ----- | -------------------------------------------------- |
| 01/12/2012 | 14e | Getafe      | Coliseum Alfonso Pérez, Getafe | 1-0   |                                                    |
| 08/12/2012 | 15e | Grenade     | Stade La Rosaleda, Malaga      | 4-0   | Joaquin 26e Saviola 33e Camacho 75e Santa Cruz 85e |
| 15/12/2012 | 16e | Séville     | Sanchez Pizjuan, Séville       | 0-2   | Demichelis 49e Eliseu 70e (pen.)                   |
| 21/12/2012 | 17e | Real Madrid | Stade La Rosaleda, Malaga      | 3-2   | Isco 48e Santa Cruz 73e 76e                        |

#### Janvier: Journées 18 à 21
| Date       | J.  | Adversaire           | Lieu                        | Score | Buteurs |
| ---------- | --- | -------------------- | --------------------------- | ----- | ------- |
| 05/01/2013 | 18e | Deportivo La Corogne | Stade du Riazor, La Corogne | 1-0   |         |
| 12/01/2013 | 19e | FC Barcelone         | Stade La Rosaleda, Malaga   |       |         |
| 19/01/2013 | 20e | Celta de Vigo        | Stade La Rosaleda, Malaga   |       |         |
| 26/01/2013 | 21e | Majorque             | Ono Estadi, Majorque        |       |         |

#### Février: Journées 22 à 25
| Date       | J.  | Adversaire      | Lieu                              | Score | Buteurs |
| ---------- | --- | --------------- | --------------------------------- | ----- | ------- |
| 02/02/2013 | 22e | Real Saragosse  | Stade La Rosaleda, Malaga         |       |         |
| 09/02/2013 | 23e | Levante         | Stade Ciutat de València, Levante |       |         |
| 16/02/2013 | 24e | Athletic Bilbao | Stade La Rosaleda, Malaga         |       |         |
| 23/02/2013 | 25e | Betis Séville   | Stade Benito-Villamarín, Séville  |       |         |

#### Mars: Journées 26 à 29
| Date       | J.  | Adversaire      | Lieu                           | Score | Buteurs |
| ---------- | --- | --------------- | ------------------------------ | ----- | ------- |
| 02/03/2013 | 26e | Atlético Madrid | Stade La Rosaleda, Malaga      |       |         |
| 09/03/2013 | 27e | Real Valladolid | Stade José Zorilla, Valladolid |       |         |
| 16/03/2013 | 28e | Espanyol        | Stade La Rosaleda, Malaga      |       |         |
| 30/03/2013 | 29e | Rayo Vallecano  | Stade Teresa Rivero, Madrid    |       |         |

#### Avril: Journées 30 à 33
| Date       | J.  | Adversaire    | Lieu                            | Score | Buteurs |
| ---------- | --- | ------------- | ------------------------------- | ----- | ------- |
| 06/04/2013 | 30e | Real Sociedad | Stade d'Anoeta, Saint-Sébastien |       |         |
| 13/04/2013 | 31e | Osasuna       | Stade La Rosaleda, Malaga       |       |         |
| 20/04/2013 | 32e | Valence       | Mestalla, Valence               |       |         |
| 27/04/2013 | 33e | Getafe        | Stade La Rosaleda, Malaga       |       |         |

#### Mai - Juin: Journées 34 à 38
| Date       | J.  | Adversaire           | Lieu                        | Score | Buteurs |
| ---------- | --- | -------------------- | --------------------------- | ----- | ------- |
| 04/05/2013 | 34e | Grenade              | Nuevo Los Cármenes, Grenade |       |         |
| 11/05/2013 | 36e | Séville              | Stade La Rosaleda, Malaga   |       |         |
| 18/05/2013 | 36e | Real Madrid          | Santiago Bernabéu, Madrid   |       |         |
| 28/05/2013 | 37e | Deportivo La Corogne | Stade La Rosaleda, Malaga   |       |         |
| 01/06/2013 | 38e | FC Barcelone         | Camp Nou, Barcelone         |       |         |

#### Évolution du classement
| Journée | 1 | 2 | 3 | 4 | 5 | 6 | 7 | 8 | 9 | 10 | 11 | 12 | 13 | 14 | 15 | 16 | 17 | 18 | 19 | 20 | 21 | 22 | 23 | 24 | 25 | 26 | 27 | 28 | 29 | 30 | 31 | 32 | 33 | 34 | 35 | 36 | 37 | 38 | Journées en tête | Nombre de journées relégable |
| ------- | - | - | - | - | - | - | - | - | - | -- | -- | -- | -- | -- | -- | -- | -- | -- | -- | -- | -- | -- | -- | -- | -- | -- | -- | -- | -- | -- | -- | -- | -- | -- | -- | -- | -- | -- | ---------------- | ---------------------------- |
| Rang    | 8 | 7 | 5 | 3 | 5 | 3 | 3 | 3 | 3 | 5  | 5  | 5  | 4  | 5  | 4  | 4  | 4  | 4  |    |    |    |    |    |    |    |    |    |    |    |    |    |    |    |    |    |    |    |    |                  |                              |

- Phase de groupes de la Ligue des Champions 2013-2014
- Barrages de la Ligue des Champions 2013-2014
- Barrages de la Ligue Europa 2013-2014

### Coupe du Roi

#### 1/16 de finale
| Date       | J.         | Adversaire | Lieu                           | Score | Buteurs                               |
| ---------- | ---------- | ---------- | ------------------------------ | ----- | ------------------------------------- |
| 31/10/2012 | 16e aller  | Cacereño   | Stade Príncipe Felipe, Cáceres | 3-4   | Onyewu 4e Santa Cruz 20e 73e Duda 59e |
| 28/11/2012 | 16e retour | Cacereño   | La Rosaleda, Malaga            | 0-1   |                                       |

#### 1/8 de finale
| Date       | J.        | Adversaire | Lieu                               | Score | Buteurs                                  |
| ---------- | --------- | ---------- | ---------------------------------- | ----- | ---------------------------------------- |
| 19/12/2012 | 8e aller  | Eibar      | Estadio Municipal de Ipurua, Eibar | 1-1   | Onyewu 90e                               |
| 08/01/2012 | 8e retour | Eibar      | La Rosaleda, Malaga                | 4-1   | Buonanotte 74e 90e Seba 77e Portillo 82e |

### Ligue des Champions

#### Barrage
N'étant pas tête de série lors du tirage au sort des barrages à cause d'un coefficient UEFA pas assez important, Málaga hérite du Panathinaïkos, adversaire jugé à leur porté, en tour préliminaire de la Ligue des Champions. Si le club perd, il sera reversé en Ligue Europa, dans le cas contraire, il accédera au phase de groupe de la C1. Málaga s'impose deux buts à zéro au match aller grâce à un but de Martin Demichelis et d'Eliseu et assure son avance au retour. 
| Date       | J.             | Adversaire    | Lieu                     | Score | Buteurs                   |
| ---------- | -------------- | ------------- | ------------------------ | ----- | ------------------------- |
| 22/08/2012 | Barrage aller  | Panathinaïkos | La Rosaleda, Malaga      | 2-0   | Demichelis 17e Eliseu 34e |
| 28/08/2012 | Barrage retour | Panathinaïkos | Stade Olympique, Athènes | 0-0   |                           |

#### Phase de poule
| Date       | J.      | Adversaire               | Lieu                  | Score | Buteurs                           |
| ---------- | ------- | ------------------------ | --------------------- | ----- | --------------------------------- |
| 18/9/2012  | Match 1 | Zénith Saint-Pétersbourg | La Rosaleda           | 3-0   | Isco 3e 76e Saviola 13e           |
| 3/10/2012  | Match 2 | RSC Anderlecht           | Constant Vanden Stock | 0-3   | Eliseu 45e 64e Joaquín 45e (pen.) |
| 24/10/2012 | Match 3 | Milan AC                 | La Rosaleda           | 1-0   | Joaquín 64e                       |
| 6/11/2011  | Match 4 | Milan AC                 | San Siro              | 1-1   | Eliseu 40e                        |
| 21/11/2012 | Match 5 | Zénith Saint-Pétersbourg | Stade Petrovski       | 2-2   | Buonanotte 8e Seba 9e             |
| 4/12/2012  | Match 6 | RSC Anderlecht           | La Rosaleda           | 2-2   | Duda 45e 61e                      |

| Rang | Équipe                   | Pts | J | G | N | P | Bp | Bc | Diff |
| ---- | ------------------------ | --- | - | - | - | - | -- | -- | ---- |
| 1    | Málaga CF                | 12  | 6 | 3 | 3 | 0 | 12 | 5  | +7   |
| 2    | Milan AC                 | 8   | 6 | 2 | 2 | 2 | 7  | 6  | +1   |
| 3    | Zénith Saint-Pétersbourg | 7   | 6 | 2 | 1 | 3 | 6  | 9  | -3   |
| 4    | RSC Anderlecht           | 5   | 6 | 1 | 2 | 3 | 4  | 9  | -5   |

| Légende : Qualifications et relégations | Légende : Qualifications et relégations |
| --------------------------------------- | --------------------------------------- |
|                                         | Huitièmes de finale                     |
|                                         | Seizièmes de finale de la Ligue Europa  |
|                                         | Éliminé                                 |

#### 1/8 de finale
| Date       | J.        | Adversaire | Lieu                   | Score | Buteurs |
| ---------- | --------- | ---------- | ---------------------- | ----- | ------- |
| 19/02/2013 | 8e aller  | FC Porto   | Stade du Dragon, Porto | 1     | 0       |
| 13/03/2013 | 8e retour | FC Porto   | La Rosaleda, Malaga    | 2     | 0       |

## Joueurs et encadrement technique

### Tactique
| \| Caballero Gámez Demichelis Weligton Monreal Isco Camacho Portillo Joaquin Eliseu Saviola \| Équipe utilisée lors du dernier match en 4-2-3-1. |
| Caballero Gámez Demichelis Weligton Monreal Isco Camacho Portillo Joaquin Eliseu Saviola                                                         |